# Шкрабак, Павел Ананиевич
Павел Ананьевич Шкрабак (род. 23 июля 1941) — советский политический и общественный деятель.

## Биография
Родился 23.07.1941 года в с. Слюсарево Савранского района Одесской области.
В 1958 году окончил среднюю школу. В 1960 году был призван в ряды Советской Армии.
После службы поступил в Одесский сельскохозяйственный институт, который окончил в 1968 году. После института вся трудовая деятельность была связана с Баштанским районом. Сначала Павел Ананьевич занимал должность главного агронома, затем работал председателем колхоза «Заветы Ильича».
С 1976 по 1980 годы — начальник управления сельского хозяйства. Далее директором совхоза «Добрая Криница», а с 1982 по 1994 год Павел Ананьевич работал директором межколхозного садоводческого хозяйства «Заря Ингула».
В 1994 году был избран депутатом Верховной Рады II созыва.
Сейчас на пенсии, проживает в г. Киеве.

## Награды
- Орден Трудового Красного Знамени (1973)
- почетное звание «Почетный гражданин города Баштанка» (решение от 13 сентября 2012 года № 1)